# Àybak Izz-ad-Din
Izz-ad-Din Abu-l-Mansur Àybak al-Muaddhamí Xàraf-ad-Din Issa, més conegut senzillament com a Àybak o, per distingir-lo d'altres personatges homònims, com Àybak Izz-ad-Din, fou un mameluc d'Al-Muàddham ibn al-Àdil (governador de Damasc entre 1200 i 1218, per esdevenir després sultà de Damasc a la mort del seu pare Al-Màlik al-Àdil I el 1218).
El 1211/1212 el mameluc Àybak va rebre el feu de Salkhad al Hauran amb la seva comarca i el rang de majordom (ustadh-dar). Quan An-Nàssir Dawud va succeir al seu pare Al-Muàddham al tron de Damasc (1227), Àybak fou nomenat regent i va assolir el poder efectiu per un temps fins que l'oncle de Dawud, Al-Àixraf ibn al-Àdil, es va apoderar de Damasc (1229); llavors Àybak va conservar el seu feu al Hauran. Apareix encara el 1238/1239 amb el títol de senyor de Salkhad i Zura, però en una data indeterminada posterior va perdre la seva posició.
Va morir al Caire el 1248/1249 i fou enterrat a un mausoleu que porta el seu nom a Damasc. Fou l'autor de nombroses construccions rellevants com la fortalesa de Qalat al-Azrat, dipòsits d'aigua i edificis religiosos.